# Eggelingia
Eggelingia – rodzaj roślin z rodziny storczykowatych (Orchidaceae). Rośliny występują w tropikalnej Afryce w: Kamerunie, Gabonie, Ghanie, na Wybrzeżu Kości Słoniowej, w Liberii, Malawi, Rwandzie, Ugandzie oraz Demokratycznej Republice Konga.

## Morfologia
PokrójEpifity lub litofity rozgałęziające się monopodialnie. Łodyga z nielicznymi rozgałęzieniami, ulistniona na całej długości, z korzeniami powietrznymi u nasady.
LiścieLiście dwurzędowe, rozłożyste, językowate, na wierzchołku asymetrycznie wycięte, u nasady połączone stawowato z pochwą zaopatrzoną we włosowaty języczek.
KwiatyZebrane po kilka w wyrastające w kątach liści bardzo krótkie kwiatostany. Kwiaty małe, szypułkowe. Listki okwiatu wolne, podobne do siebie. Warżka cała lub niewyraźnie trójklapowa u nasady, jajowata, ostra, z ostrogą podobnej długości jak warżka. Prętosłup krótki, mięsisty. Dwie jajowate pyłkowiny z uczepkami językowatymi, rozwidlonymi na szczycie. Tarczka nasadowa (łac. viscidium) prostokątno-eliptyczna, podobnej długości jak uczepki. Rostellum odgięte, trójkątne, głęboko wcięte.

## Systematyka
Rodzaj sklasyfikowany do podplemienia Angraecinae w plemieniu Vandeae, podrodzina epidendronowe (Epidendroideae), rodzina storczykowate (Orchidaceae), rząd szparagowce (Asparagales) w obrębie roślin jednoliściennych.
Wykaz gatunków
- Eggelingia clavata Summerh.
- Eggelingia gabonensis P.J.Cribb & Laan
- Eggelingia ligulifolia Summerh.